# Польж, Оливье
Оливье́ Польж (фр. Olivier Polge, 1974, Грас) — французский парфюмер, создатель ароматов Chanel.

## Биография
Оливье Польж родился в Грассе в 1974 году, в семье известного парфюмера Жака Польжа.
После окончания школы не стал продолжать дело отца, а поступил на факультет истории искусств. Однако проходя после первого курса практику в International Flavors & Fragrances (IFF), понял, что его истинное призвание — создание ароматов. Профессии парфюмера обучался в Laboratoire Dermatologique ACM, после чего прошел стажировку в Charabot.
С 1998 сотрудничал с International Flavors & Fragrances (IFF). Работа в IFF была весьма плодотворной, Оливье Польжем было создано много успешных ароматов.
В 2009 он был удостоен Prix International du Parfum — значимой награде в мире парфюмерии. С 2015 сменил отца в должности главного парфюмера дома Chanel.

## Ароматы созданные Оливье Польжем
- ALIEN Mugler
- Eau Parfumée au Thé Rouge Bvlgari
- Christian Dior Homme
- The One for Men Dolce & Gabbana
- Cuir Beluga Guerlain
- Salvatоre Ferragamо F fоr Fascinating
- Salvatоre Ferragamо F Pour Homme
- Apparition for men Emanuel Ungaro
- Flowerbomb Viktor&Rolf
- Apparition Homme Intense Emanuel Ungaro
- Breil for Women от Breil
- Kenzо Pоwer
- Friends Men Moschino
- Armani Code for women от Giorgio Armani
- Balenciaga Paris
- Vintage by Kаte Mоss
- Misia les exclusifs de Chanel
- Chance eau vive
- Boy les exclusifs de Chanel
- N°5 L’EAU